# Національний університет Жужуя
Національний університет Жужуя (ісп. Universidad Nacional de Jujuy, UNJU) — аргентинський національний університет, розташований у місті Сан-Сальвадор-де-Жужуй, столиці провінції Жужуй.
Університет було засновано на базі Інституту економічних наук, засновником якого був губернатор Орасіо Гусман у 1959. 1972 року був перейменований на Провінційний університет Жужуя в рамках програми децентралізації освітньої системи в країні. В результаті цього процесу 11 листопада 1973 року стало офіційною датою заснування Національного університету Жужуя.
До складу університету входить шістнадцять шкіл та п'ять інститутів.